# Letter (Seelze)

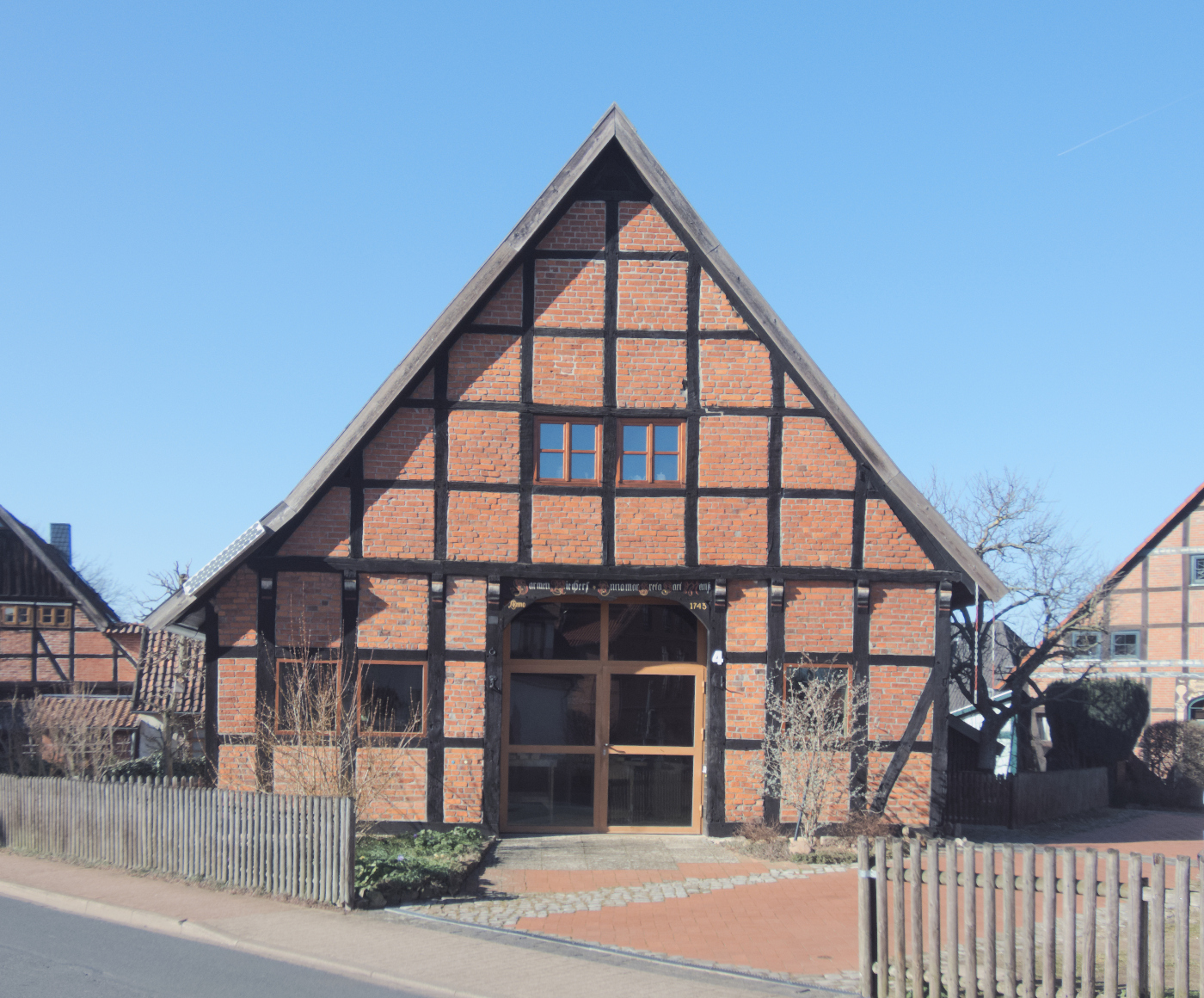
Das 1743 gebaute älteste Haus in Letter

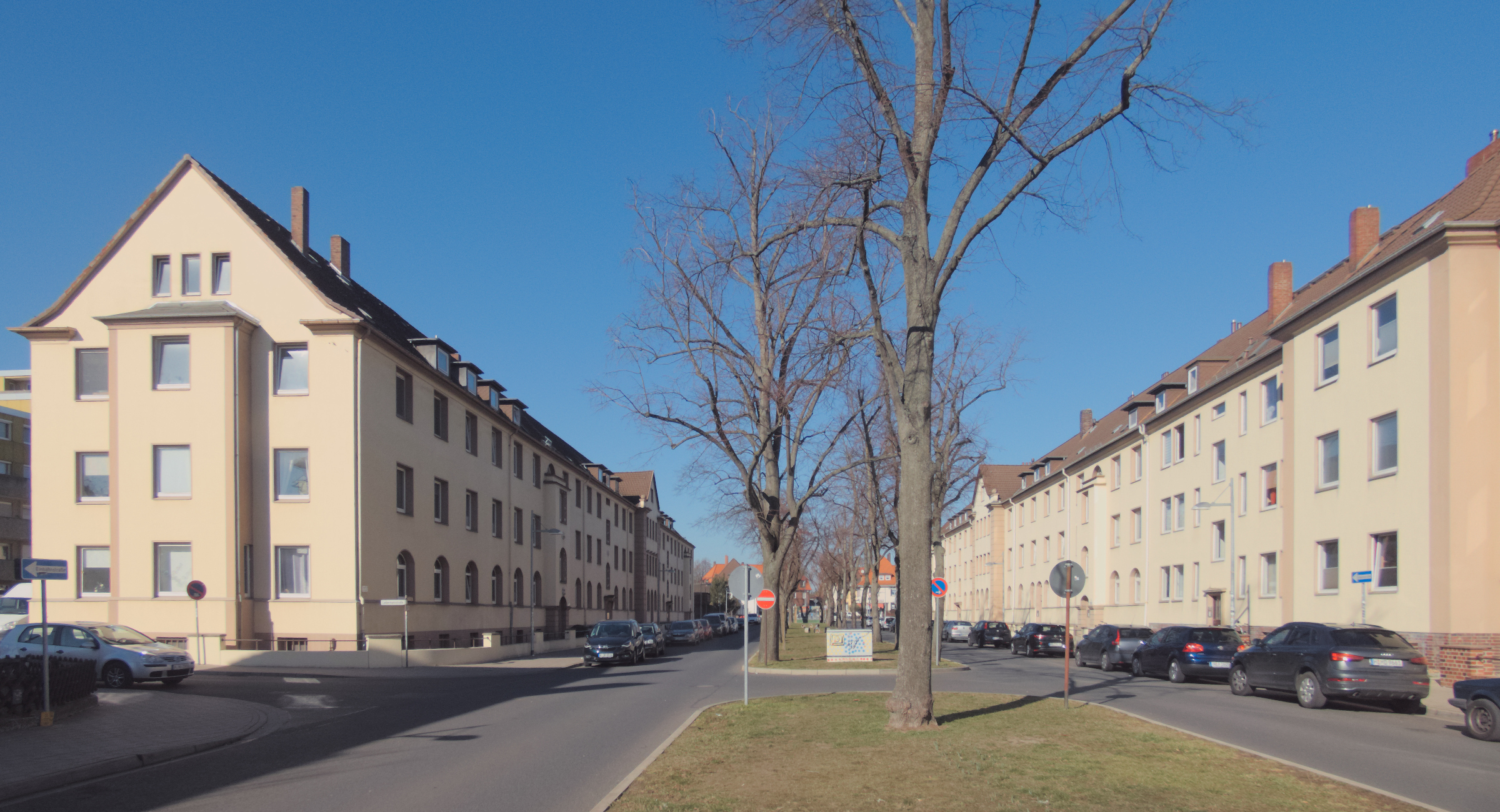
Denkmalgeschützte Wohnhäuser

Letter ist mit etwa 11.400 Einwohnern der zweitgrößte Stadtteil von Seelze in der Region Hannover, Niedersachsen.

## Geografie
Letter wird eingeschlossen vom Stichkanal Hannover-Linden und der Bahnstrecke Hannover–Minden im Süden sowie dem Fluss Leine, der im Norden einen Bogen um Letter zieht. Die nächsten Ortschaften sind die Seelzer Stadtteile Harenberg und Velber im Süden, Seelze im Westen, und die hannoverschen Stadtteile Marienwerder (nordwestlich), Stöcken (im Norden) und Ahlem (im Osten).

## Geschichte

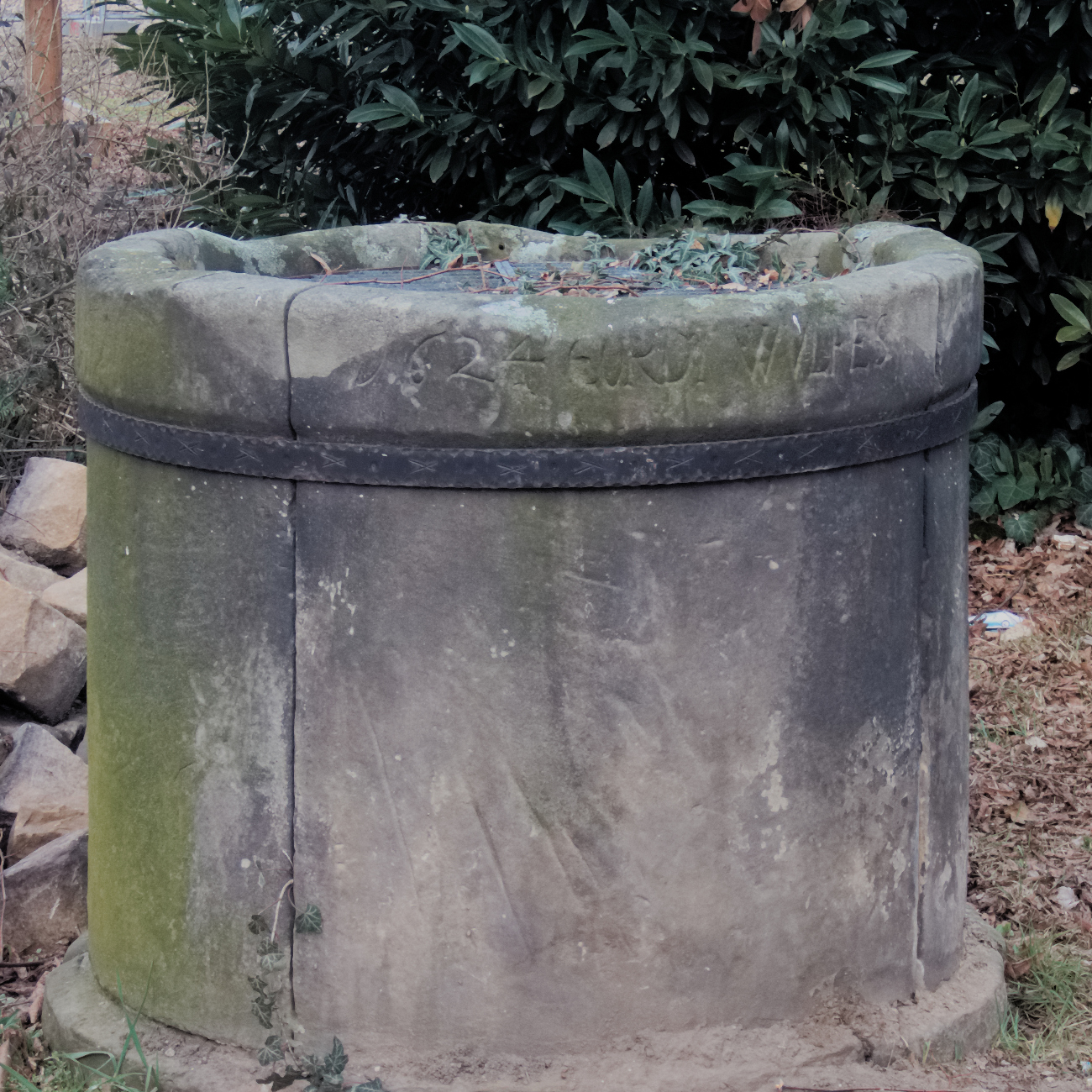
Angeblich schlugen im Dreißigjährigen Krieg Landsknechte ihre Waffen gegen Wulfes Brunnen, um unverwundbar zu sein.

Im Jahre 1178 wurde Letter erstmals urkundlich erwähnt, 1265 zum ersten Mal in der heutigen Schreibweise „Letter“. 1850 wurde eine Flurbereinigung im Gebiet durchgeführt. Gegen Ende des 19. Jahrhunderts war Letter eines der kleinsten Dörfer innerhalb des Gebiets der späteren Stadt Seelze (500 Einwohner 1890). Jahrelang war Letter der größte Stadtteil, 2019 war es mit gut 11.400 Menschen der zweitgrößte nach Seelze (etwa 11.700). Besonders der 1909 in Betrieb genommene Rangierbahnhof Seelze brachte einen kräftigen Wachstumsschub; vor allem Industrieansiedlungen in Seelze und Stöcken (jenseits der Leine). Verkehrsgünstig und großstadtnah gelegen, konnte Letter sich als Wohnstandort entfalten. Letter war eine eigenständige Gemeinde und ging am 1. März 1974 als größte Ortschaft in der Gemeinde Seelze (ab dem 1. März 1977 Stadt Seelze) auf.

## Einwohnerentwicklung
| Jahr | Einwohner |
| ---- | --------- |
| 1821 | 213       |
| 1848 | 251       |
| 1871 | 362       |
| 1885 | 483       |
| 1905 | 926       |
| 1939 | 3814      |
| 1946 | 5581      |
| 1950 | 6646      |

| Jahr | Einwohner |
| ---- | --------- |
| 1960 | 8910      |
| 1961 | 9083      |
| 1970 | 11.939    |
| 1980 | 11.645    |
| 2006 | 11.372    |
| 2007 | 11.244    |
| 2010 | 10.878    |
| 2019 | 11.428    |

## Politik
Der Ortsrat von Letter setzt sich aus elf Ratsfrauen und Ratsherren zusammen.
|      | CDU | SPD | AfD | Grüne | Gesamt   |
| 2021 | 3   | 6   | 1   | 1     | 11 Sitze |

Stand: Februar 2023
Ortsbürgermeister ist Rolf Hackbarth (SPD).

## Wappen
Seit 1955 führt Letter ein Wappen auf grünem Grund. Das Ortswappen kennzeichnet die Lage des Dorfes zwischen dem Stichkanal Hannover-Linden (Querbalken oben) und der Flussbiegung der Leine (unten). Die Urne ist einer tatsächlich in der Gemarkung Letter gefundenen nachempfunden und steht für die bemerkenswerte Zahl frühgeschichtlicher Funde und Ausgrabungen. (Wappenentwurf: Ernst Bock und Alex Eden, 1955)

## Kultur und Sehenswürdigkeiten

### Bauwerke

#### Kirchen

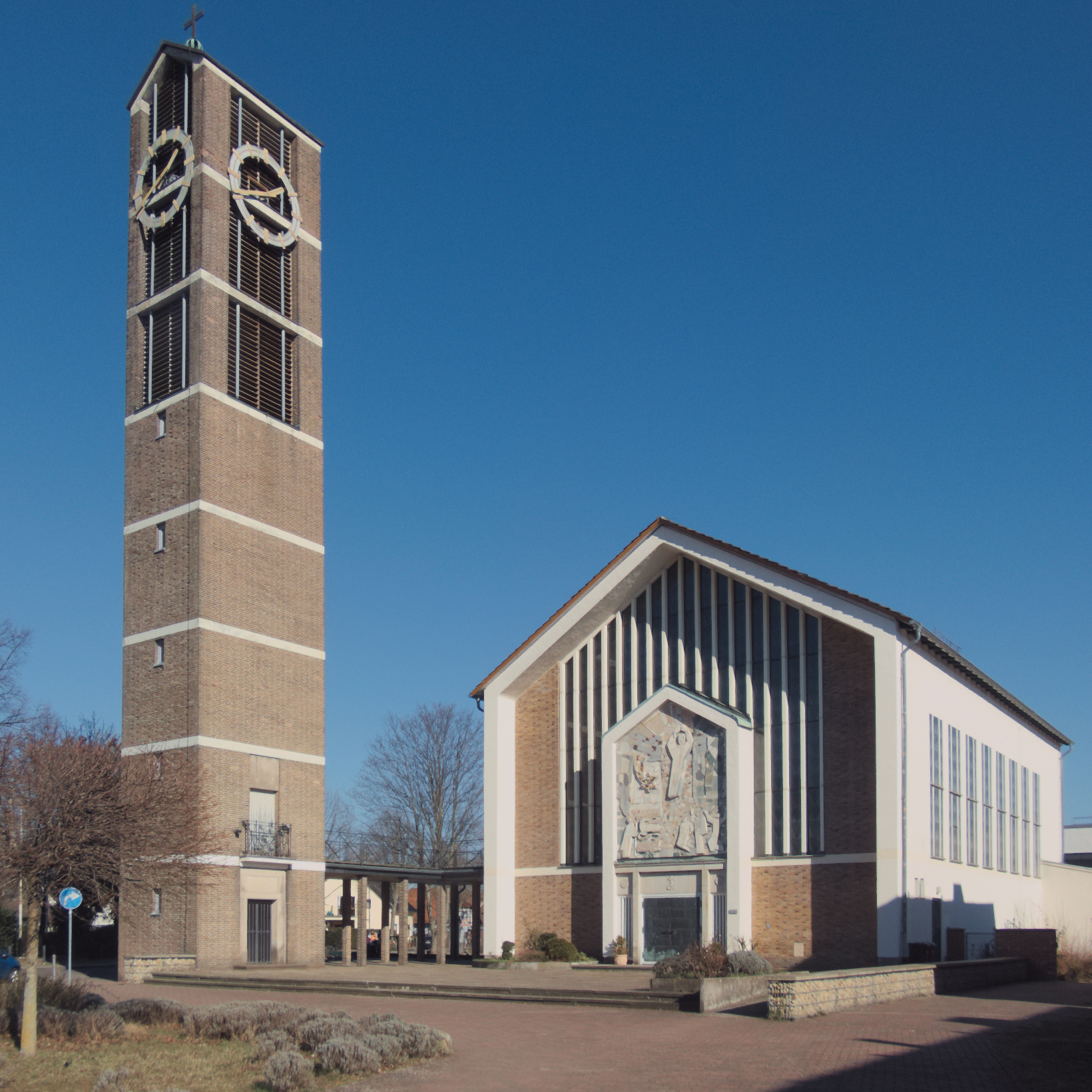
Evangelische Kirche

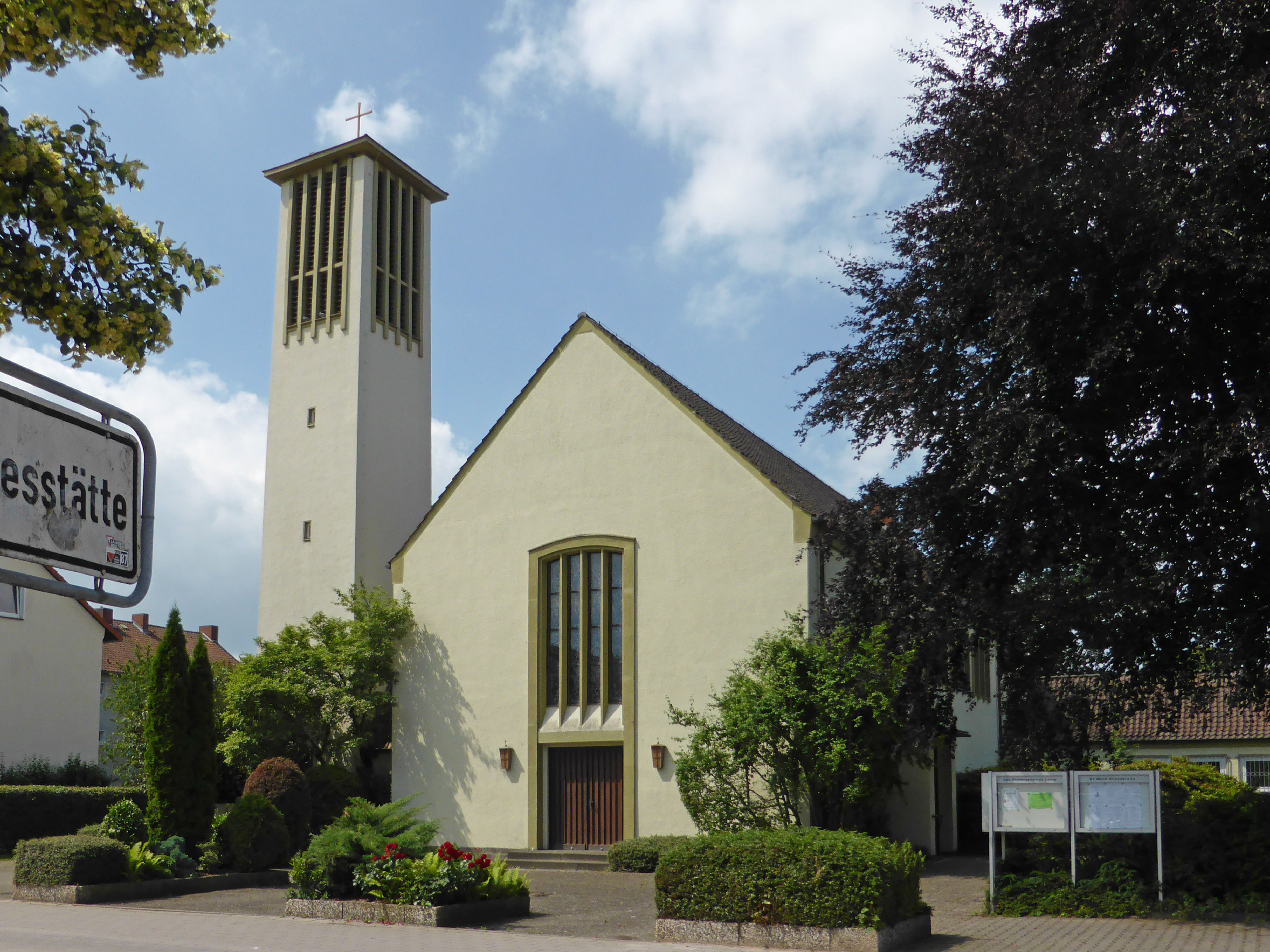
Katholische Kirche

Die evangelisch-lutherische Kirche St. Michael, 1956 eingeweiht, befindet sich an der Straße "Im Sande" / Ecke Kirchstraße. Über dem Eingangsportal ist das Mosaikrelief „Verkündigung der Engel an die Hirten“ zu sehen, es wurde 1960 von Peter Greve gestaltet. Ihre Kirchengemeinde, die auch über einen im Rosenweg befindlichen Kindergarten verfügt, gehört zum Stadtkirchenverband Hannover.
Die katholische Kirche St. Maria Rosenkranz befindet sich an der Kirchstraße. Sie wurde 1954/55 von Josef Fehlig erbaut und gehört heute zur Pfarrgemeinde Heilige Dreifaltigkeit in Seelze. Hinter der Kirche befindet sich das nach Angelo Giuseppe Roncalli, dem späteren Papst Johannes XXIII., benannte Gemeindehaus.
Die Kapelle St. Ansgar an der Lange-Feld-Straße gehört heute zur Priesterbruderschaft St. Pius X. Sie wurde im November 2006 in einem Gebäude eröffnet, das bis 2005 als Neuapostolische Kirche gedient hatte.

#### Museum

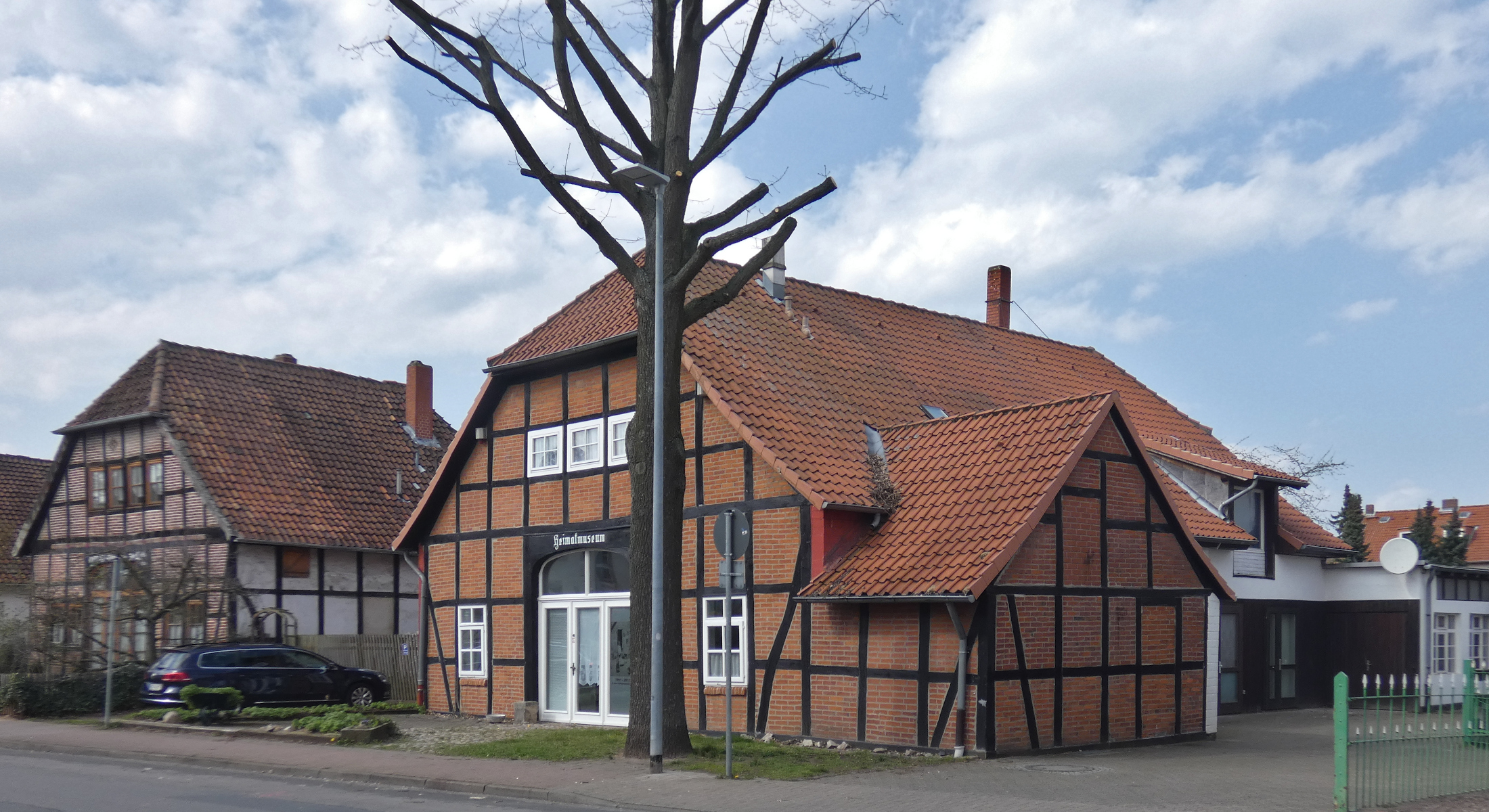
Bis 2018 war hier das Heimatmuseum mit Trauzimmer.

Bis 2018 befand sich das Heimatmuseum Seelze in einem der denkmalgeschützten Fachwerkhäuser in der Straße Im Sande in Letter.

### Naherholungsgebiete

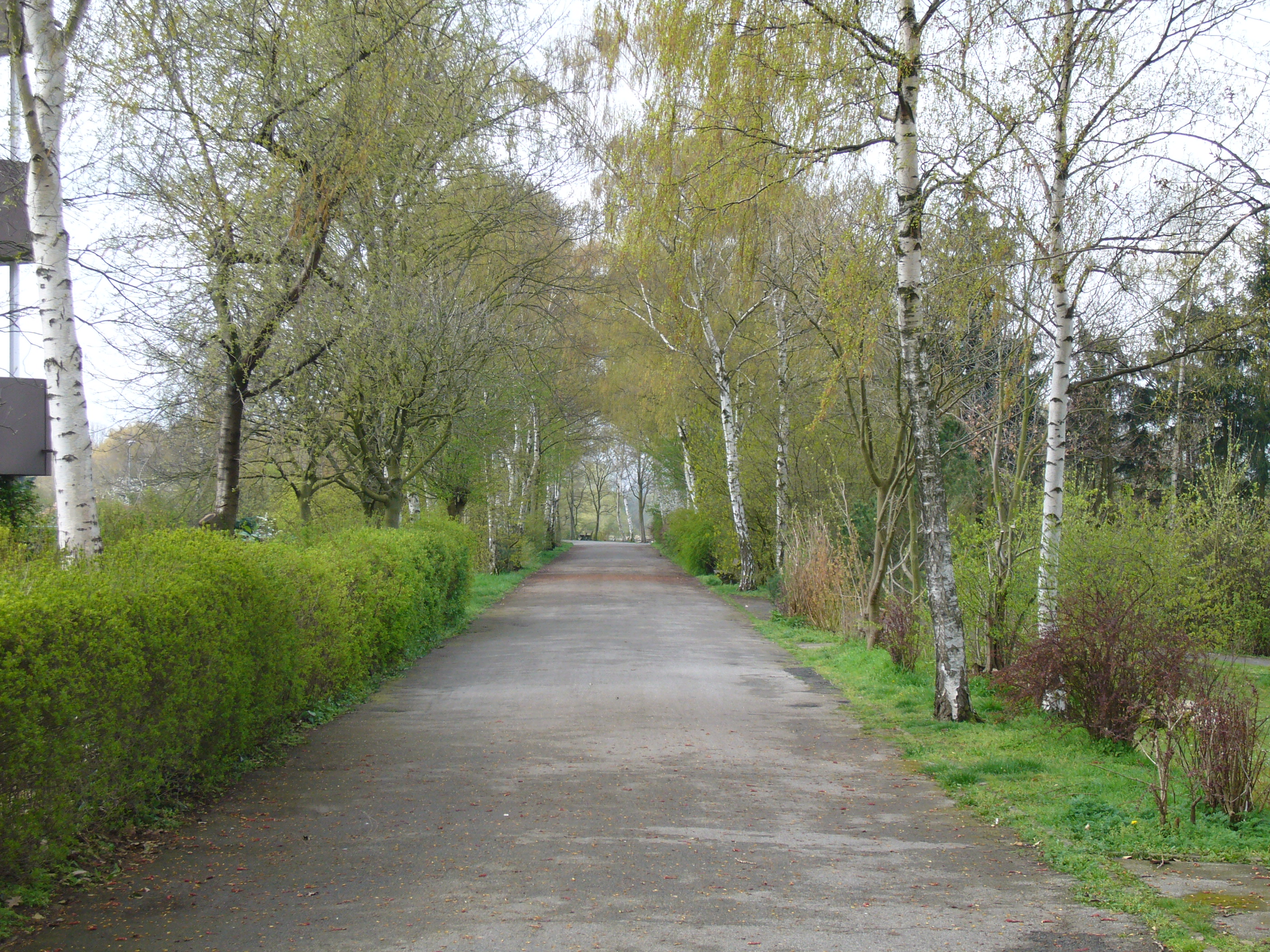
Wiesenweg

Der Naherholung dient der unweit von Letter gelegene Hinübersche Garten in Marienwerder auf der anderen Seite der Leine. Außerdem gibt es den Wiesenweg, der als Deich zum Schutz vor dem jährlichen Leinehochwasser erbaut wurde.

### Sport
Das Leinestadion in Letter wird für internationale Veranstaltungen als Fußball und Leichtathletik-Stadion genutzt. Es bietet 4000 Zuschauern Platz. Es stehen 2500 unüberdachte Sitzplätze und 1500 Stehplätze zur Verfügung. Die Ausstattung besteht aus Flutlicht und Laufbahn.
In unmittelbarer Nachbarschaft zum Stadion befindet sich eine Schießsportanlage, die über 18 Luftdruckstände (10 m) und 8 Stände in einer KK-Halle verfügt. In einer Laufende-Scheiben-Anlage über 50 m werden lokale und regionale Wettbewerbe ausgetragen.
Der Motoball-Bundesligist 1. MSC Seelze trägt im Stadion am Kanal seine Heimspiele aus.
Im Schulzentrum befindet sich ein ehrenamtlich vom Verein Qualle e. V. geführtes Hallenbad.
In der Alten Aue gibt es eine Minigolf-Anlage.
In der Straße Sohnreyweg befindet sich hinter Garagen der erste Mehrgenerationenspielplatz von Seelze.

### Vereine und Veranstaltungen
In Letter bestehen mehrere Vereine, darunter die Schützengesellschaft von 1834, Letter-fit: Miteinander-Füreinander e. V. und die SG Letter 05. Neben dem jährlich stattfindenden Schützenfest, dem Kastanienfest und dem Weihnachtsmarkt gibt es etliche kleinere Veranstaltungen.
An der Kreuzung Im Sande / Freiherr-von-Stein Straße steht ein Offener Bücherschrank des Vereins "Letter-fit: Miteinander-Füreinander" e. V., aus dem rund um die Uhr Bücher entnommen oder reingestellt werden können.

### Musik
- Musikschule Seelze
- Blasorchester des Georg-Büchner-Gymnasiums
- Posaunenchor der ev.-luth. Kirchengemeinde St. Michael Letter
- Freundeskreis Musik in St. Michael Letter
- Music and Dancecorps Seelze e. V.
- Fanfarenzug Alt-Linden von 1964 e. V.

## Wirtschaft und Infrastruktur

### Verkehr
Eine gute Verkehrsanbindung mit S-Bahnhof an der Bahnstrecke Hannover–Minden und Buslinien machen Letter zu einem beliebten Wohnort für Pendler nach Hannover.
| Linie | Verlauf | Takt   |
| ----- | --- | ------ |
| S 1   | Minden (Westf) – Bückeburg – Kirchhorsten – Stadthagen – Lindhorst (Schaumb-Lippe) – Haste (Han) – Wunstorf – Dedensen-Gümmer – Seelze – Letter – Hannover-Leinhausen – Hannover-Nordstadt – Hannover Hbf – Hannover Bismarckstraße – Hannover-Linden/Fischerhof – Hannover-Bornum – Empelde – Ronnenberg – Weetzen – Lemmie – Wennigsen (Deister) – Egestorf (Deister) – Kirchdorf (Deister) – Barsinghausen – Winninghausen – Bantorf – Bad Nenndorf – Haste (Han) Stand: Fahrplanwechsel Juni 2022 | 60 min |
| S 2   | Nienburg (Weser) – Linsburg – Hagen (Han) – Eilvese – Neustadt am Rübenberge – Poggenhagen – Wunstorf – Dedensen-Gümmer – Seelze – Letter – Hannover-Leinhausen – Hannover-Nordstadt – Hannover Hbf – Hannover Bismarckstraße – Hannover-Linden/Fischerhof – Hannover-Bornum – Empelde – Ronnenberg – Weetzen – Lemmie – Wennigsen (Deister) – Egestorf (Deister) – Kirchdorf (Deister) – Barsinghausen – Winninghausen – Bantorf – Bad Nenndorf – Haste (Han) Stand: Fahrplanwechsel Juni 2022       | 60 min |

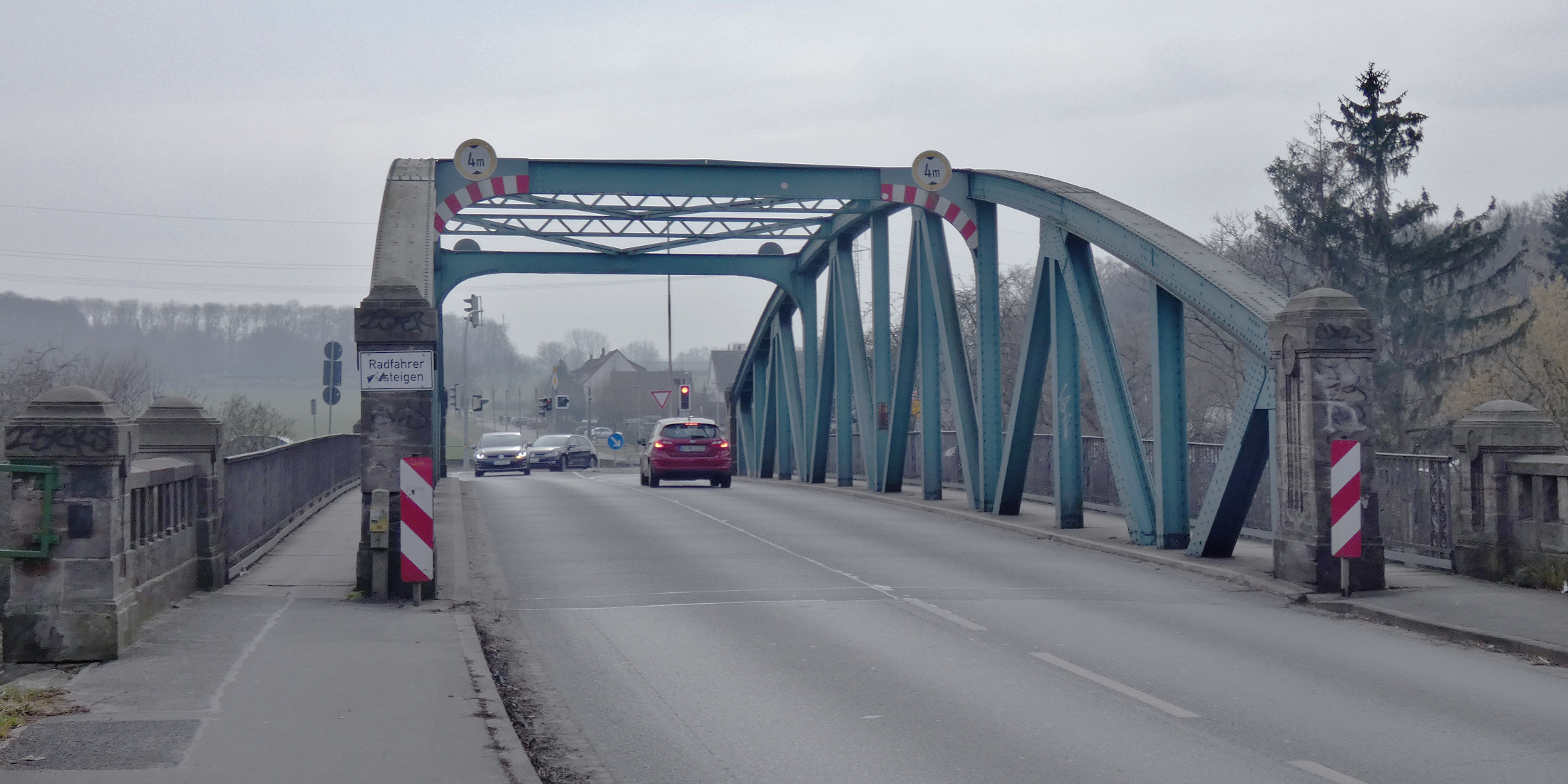
Die Brücke über den Stichkanal Linden – ein Nadelöhr zwischen Letter und der B 441

Im Norden ist Letter von der A 2 über die Anschlussstelle „Herrenhausen“ sowie die vierspurig ausgebaute B 6 zu erreichen, im Süden verläuft die B 441. 

### Öffentliche Einrichtungen
- Freiwillige Feuerwehr
- VHS Calenberger Land, Geschäftsstelle Seelze

### Wirtschaft
Auf dem Gebiet des Stadtteils gibt es als größere Industriebetriebe ein Tanklager der TanQuid sowie einen Stahlhandel. Zudem befindet sich südlich der B441 ein Gewerbegebiet, in dem zahlreiche Unternehmen ansässig sind. Wichtige Arbeitgeber finden sich in der Nähe:
- Rangierbahnhof Seelze, liegt teilweise in diesem Stadtteil
- Chemiefabrik Honeywell in Seelze
- Volkswagenwerk Hannover in Hannover-Stöcken
- Continental Werk Stöcken

### Bildung
- Brüder-Grimm-Schule (Grundschule)
- Georg-Büchner-Gymnasium

Seit der Abschaffung der Orientierungsstufen in Niedersachsen 2004 gibt es im Stadtteil Letter keine Hauptschule mehr. Dieser Schulzweig ist in Seelze im Schulzentrum untergebracht worden. Die Räumlichkeiten der ehemaligen Geschwister-Scholl-Schule (Hauptschule) und der Erich-Kästner-Schule (Orientierungsstufe) werden vom Georg-Büchner-Gymnasium genutzt.

## Persönlichkeiten
- Ernst Bock (* 1880; † 1961), Lehrer in Letter seit 1906, Heimatforscher und Buchautor
- Hermann Röber (* 16. März 1905; † Februar 1985), ehemaliger Bürgermeister der Gemeinde Letter (1946–1972), Träger des Bundesverdienstkreuzes
- Herbert Schnelle (* 1913; † 1995), SS-Hauptsturmführer
- Jürgen Milewski (* 19. Oktober 1957), deutscher Fußballspieler, aufgewachsen in Letter und Jugendspieler (Knaben und Schüler) bei Letter 05
- Werner Olk (* 18. Januar 1938), deutscher Fußballspieler, spielte von 1948 bis 1952 als Jugendspieler (Knaben und Schüler) bei der SG Letter 05
- Joachim Kettel (* 30. November 1955), Künstler und Kunstpädagoge
- Michael Thürnau (* 23. Juli 1963), Fernseh- und Rundfunkmoderator, aufgewachsen in Letter. Seine Berufslaufbahn hat als Lokalreporter in Letter und Seelze begonnen.
- Florian Battermann (* 1973), Theaterautor, Regisseur, Schauspieler und Intendant. Er besuchte das Georg-Büchner-Gymnasium in Seelze.
- Lina Larissa Strahl (* 15. Dezember 1997 in Seelze) ist eine deutsche Nachwuchs-Singer-Songwriterin und Nachwuchs-Schauspielerin. Sie besuchte das Georg-Büchner-Gymnasium in Seelze.